# Opposite of H2O
Opposite of H2O – pierwszy solowy album amerykańskiego rapera Drag-Ona, wydany 28 marca 2000 roku, przez wytwórnię Ruff Ryders. Zdobył status złotej płyty i zadebiutował na piątym miejscu listy Billboardu.
Opposite of H2O promują dwa single: "Spit These Bars" (B-Side: "Down Bottom Remix" i "C’mon C’mon") i "Niggaz Die for Me". Do obu singli (również do "Down Bottom Remix") powstały klipy.
Na albumie nie wystąpiło wiele gwiazd spoza Ruff Ryders – tylko Case (tylko w refrenie "The Way Life Is") i Capone (tylko w skicie "Shaquita"). Na płycie wystąpili głównie przyjaciele Drag-Ona – DMX, Eve, The Lox, Parle, Swizz Beatz, Icepick Jay i PK (obaj ostatni producenci rzadko występują w piosenkach).
Na "Shaquita (Skit)" można usłyszeć podkład z "Ryde Or Die Bitch" The Lox. Podkład z "Niggaz Die For Me" został wykorzystany na "Built 4 Bodies (Skit)" The Lox (utwór ten pojawił się również na "The Great Ones Part 1" DJ-a Clue oraz na następnej płycie Drag-Ona). Powstał również remiks piosenki The Game’a "You Ain’t Gangsta" na podkładzie "Spit These Bars" (oryginalne "Spit These Bars" znalazło się również na następnej płycie Drag-Ona, "Ruff Ryders Presents – Drag-On").

## Lista utworów
| #  | Tytuł                       | Producent(ci)         | Występujący | Długość |
| -- | --------------------------- | --------------------- | --- | ------- |
| 1  | "Parental Advisory (Intro)" | Jay "Icepick" Jackson | Drag-On | 0:41    |
| 2  | "Opposite of H2O"           | Swizz Beatz           | - Intro: Drag-On - Refren: Jadakiss - Wszystkie zwrotki: Drag-On | 3:40    |
| 3  | "Spit These Bars"           | DJ Shok               | - Intro: Swizz Beatz - Refren: Swizz Beatz - Wszystkie zwrotki: Drag-On - Swizz Beatza można również usłyszeć w podkładzie                                                  | 3:42    |
| 4  | "Groundhog Day"             | PK                    | - Intro: Drag-On - Refren: Drag-On - Pierwsza zwrotka: Drag-On (można również usłyszeć sample'a z "Look Thru My Eyes" DMX-a) - Druga zwrotka: Drag-On - Outro: Drag-On, DMX | 3:12    |
| 5  | "High Roller (Skit)"        | Jay "Icepick" Jackson | | 1:08    |
| 6  | "Niggaz Die 4 Me"           | Swizz Beatz           | - Intro: Drag-On, Swizz Beatz - Refren: DMX - Wszystkie zwrotki: Drag-On | 3:52    |
| 7  | "Here We Go"                | PK                    | - Intro: Drag-On - Pierwsza zwrotka: Drag-On - Druga zwrotka: Eve - Trzecia zwrotka: Drag-On, Eve                                                                           | 3:54    |
| 8  | "Snipe Out"                 | David Starr           | Drag-On | 3:48    |
| 9  | "Click Click Click"         | PK                    | - Intro: Drag-On - Refren: PK - Wszystkie zwrotki: Drag-On | 3:26    |
| 10 | "Get It Right"              | Swizz Beatz           | - Intro: DMX, Drag-On - Refren: DMX, Drag-On - Pierwsza zwrotka: DMX - Druga zwrotka: DMX                                                                                   | 3:41    |
| 11 | "Shaquita (Skit)"           | Jay "Icepick" Jackson | Capone | 0:52    |
| 12 | "Ladies 2000"               | Teflon                | Drag-On | 4:26    |
| 13 | "Drag Shit"                 | Swizz Beatz           | - Intro: Drag-On - Refren: Styles P - Wszystkie zwrotki: Drag-On | 3:22    |
| 14 | "Ready For War"             | DJ Iroc               | - Intro: Styles P - Refren: Styles P - Pierwsza zwrotka: Styles P, Sheek Louch - Druga zwrotka: Jadakiss, Drag-On                                                           | 3:56    |
| 15 | "Hot Dick (Skit)"           | Jay "Icepick" Jackson | | 1:30    |
| 16 | "The Way Life Is"           | Swizz Beatz           | - Intro: Drag-On - Refren: Case, Drag-On - Wszystkie zwrotki: Drag-On | 4:54    |
| 17 | "Pop It"                    | Swizz Beatz           | - Intro: Drag-On - Refren: Icepick Jay - Wszystkie zwrotki: Drag-On | 4:14    |
| 18 | "What’s It All About"       | Swizz Beatz           | - Intro: Drag-On, Parlé - Refren: Parlé, Swizz Beatz - Wszystkie zwrotki: Drag-On - Outro: Parlé, Swizz Beatz                                                               | 4:52    |
| 19 | "Life Goes On"              | Swizz Beatz           | Drag-On | 3:36    |

## Pozycja Na Listach
| Rok  | Album           | Pozycje na listach | Pozycje na listach     | Pozycje na listach |
| Rok  | Album           | Billboard 200      | Top R&B/Hip Hop Albums |                    |
| ---- | --------------- | ------------------ | ---------------------- | ------------------ |
| 2000 | Opposite of H2O | #5                 | #2                     |                    |